# Eutelsat 31A
O Eutelsat 31A (anteriormente chamado de e-Bird, Eurobird 3 e Eutelsat 33A) foi um satélite de comunicação geoestacionário europeu construído pela Boeing que, no final de sua vida útil, esteve localizado na posição orbital de 31 graus de longitude leste e era operado pela Eutelsat. O satélite foi baseado na plataforma BSS-376HP e sua vida útil estimada era de 10 anos. Ele saiu de serviço em janeiro de 2018 e foi enviado para a órbita cemitério.

## História
Ele foi originalmente denominado de e-Bird. Mas no início de 2005, o satélite da Eutelsat foi rebatizado com o nome de Eurobird 3.
No dia 1 de março de 2012 a Eutelsat adotou uma nova designação para sua frota de satélites, todos os satélites do grupo assumiram o nome Eutelsat associada à sua posição orbital e uma letra que indica a ordem de chegada nessa posição, então o satélite Eurobird 3 foi renomeado para Eutelsat 33A. Em 2014 ele foi transferido para a posição orbital de 31 graus leste, onde operou a partir de uma órbita inclinada sob o nome Eutelsat 31A.
O Eutelsat 31A foi descomissionado em janeiro de 2018 e foi transferido para a órbita cemitério.

## Lançamento
O satélite foi lançado com sucesso ao espaço no dia 27 de setembro de 2003 às 23:14 UTC, por meio de um veículo Ariane 5G V162, a partir do Centro Espacial de Kourou, na Guiana Francesa. Além do e-Bird também um outro satélite de comunicação (o indiano INSAT-3E) e a primeira sonda lunar europeia a SMART-1 fez parte da principal carga a bordo do foguete. Ele tinha uma massa de lançamento de 1.530 kg.

## Capacidade e cobertura
O Eutelsat 31A era equipado com 20 transponders de banda Ku para fornecer vídeo e transmissão de dados para a Europa e Turquia.